# あさひな湖畔公園
あさひな湖畔公園（あさひなこはんこうえん）は宮城県黒川郡大和町にある都市公園である。国道457号線沿いの宮床川に宮城県が建設した多目的ダム「宮床ダム」によって出来た人造湖、あさひな湖は北側に宮床ダムがあり、公園のほとんどは更にその北側のゆるやかな斜面に位置する。バリアフリー対応のトイレ棟や休憩用のベンチがあり、広いエリアが芝生なので、子供連れの散策などに適している。周囲が山で囲まれているので、新鮮な空気を浴びられる。

## 施設・設備
- 芝生広場
- 車椅子対応トイレ
- 休憩用ベンチ
- 散策路
- 四阿
- サブロー交流広場
- 梟（フクロー）の森広場

## アクセス
- 東北自動車道大和ICから車で約25分
- 仙台北部道路富谷ICから車で約25分
  - 駐車場あり 無料 普通車32台

## 周辺の見所
- 宮床ダム
- あさひな湖